# 石橋湛山賞
石橋湛山賞（いしばしたんざんしょう）は、一般財団法人石橋湛山記念財団が主催する社会科学系の学術賞であり、1980年に創設された。石橋湛山が第5代主幹を務めた東洋経済新報社とその外郭団体経済倶楽部が後援し、毎年秋に授賞式が開催される。

## 概要
1980年、東洋経済新報社の元主幹で内閣総理大臣も務めた石橋湛山を記念して創設された。政治学、経済学、社会学、比較文化などの社会科学、人文科学の学術書・論文が対象である。また、石橋の自由主義、民主主義、平和主義の思想の継承も目的である。政界・経済界・学界・マスコミ関係者から推薦された論文・著書を元に選考される。また、平成20年度より大学院生を対象とした「石橋湛山新人賞」が設けられている。

## 選考委員
2024年
伊藤元重、藤原帰一、酒井啓子、加藤丈夫、山縣裕一郎、田北浩章
過去の選考委員
- 2016年・2017年：奥村洋彦、叶芳和、田中秀征、増田弘、山縣裕一郎
- 2018年・2019年：奥村洋彦、叶芳和、田中秀征、山縣裕一郎
- 2020年：奥村洋彦、叶芳和、田中秀征、柴生田晴四、山縣裕一郎
- 2021年・2022年：奥村洋彦、田中秀征、加藤丈夫、柴生田晴四、山縣裕一郎
- 2023年：加藤丈夫、駒橋憲一、田中秀征、山縣裕一郎

## 歴代受賞者
| 1980年 | 飯田経夫                     | 「高い自己調整能力をもつ日本経済」                                             | 『現代経済』1979年冬号          |
| 1981年 | 叶芳和                       | 「農業革命を展望する」                                                         | 『経済評論』1980年11月号        |
| 1982年 | 長谷川慶太郎                 | 「世界が日本を見倣う日」                                                       | 『文藝春秋』1981年11月号        |
| 1983年 | 天谷直弘                     | 「日米「愛憎」関係：今後の選択」                                               | 『Voice』1982年1月号            |
| 1984年 | 宮崎勇                       | 「陽はまた昇る：経済力の活用と国際的な貢献」                                   | 『中央公論』1983年7月号         |
| 1985年 | 竹内啓                       | 「無邪気で危険なエリートたち」                                                 | 『世界』1984年2月号             |
| 1986年 | 松山幸雄                     | 『国際対話の時代』                                                             | 朝日新聞社                      |
| 1987年 | 大沼保昭                     | 歴史と文明のなかの経済摩擦」                                                   | 『中央公論』1986年8月号         |
| 1987年 | 大沼保昭                     | 「経済摩擦の歴史的定位：「国際化」と経済摩擦」                                 | 『中央公論』1986年9月号         |
| 1988年 | 中谷巌                       | 「責任国家・日本の選択」                                                       | 『アスティオン』1987年冬号      |
| 1989年 | 坂本義和                     | 「平和・開発・人権」                                                           | 『世界』1989年1月号             |
| 1990年 | 増田弘                       | 『石橋湛山研究：「小日本主義者」の国際認識』                                   | 東洋経済新報社                  |
| 1990年 | 中西輝政                     | 「日米同盟の新しい可能性」                                                     | 『アスティオン』1989年10月号    |
| 1991年 | 鴨武彦                       | 『国際安全保障の構想』                                                         | 岩波書店                        |
| 1992年 | 船橋洋一                     | 「冷戦後の世界と日本」（同編著『日本戦略宣言：シビリアン大国をめざして』所収） | 講談社 ISBN 978-4-06-205649-6   |
| 1992年 | 船橋洋一                     | 「成功物語、それから：冷戦後の日米関係」                                       | 『世界』1991年12月号（通号562） |
| 1993年 | 姜克實                       | 『石橋湛山の思想史的研究』                                                     | 早稲田大学出版会                |
| 1994年 | 寺島実郎                     | 「新経済主義宣言：政治改革論議を超えて」                                       | 『中央公論』1994年2月号         |
| 1995年 | 伊藤元重                     | 『挑戦する流通』                                                               | 講談社                          |
| 1996年 | 田中直毅                     | 『新しい産業社会の構想』                                                       | 日本経済新聞社                  |
| 1996年 | 田中直毅                     | 『アジアの時代：日本の孤立は避けられるか』                                     | 東洋経済新報社                  |
| 1997年 | 八代尚宏                     | 『日本的雇用慣行の経済学：労働市場の流動化と日本経済』                         | 日本経済新聞社                  |
| 1998年 | 鶴田俊正                     | 『規制緩和：市場の活性化と独禁法』                                             | ちくま新書                      |
| 1999年 | 猪木武徳                     | 「競争社会の二つの顔：生存のためそして遊戯として」                             | 『中央公論』1998年5月号         |
| 2000年 | 奥村洋彦                     | 『現代日本経済論：「バブル経済」の発生と崩壊』                                 | 東洋経済新報社                  |
| 2001年 | 井堀利宏                     | 『財政赤字の正しい考え方：政府の借金はなぜ問題なのか』                         | 東洋経済新報社                  |
| 2002年 | 植草一秀                     | 『現代日本経済政策論』                                                         | 岩波書店                        |
| 2003年 | 神野直彦                     | 『地域再生の経済学：豊かさを問い直す』                                         | 中公新書                        |
| 2004年 | 橘木俊詔                     | 『家計からみる日本経済』                                                       | 岩波新書                        |
| 2005年 | 藤原帰一                     | 『平和のリアリズム』                                                           | 岩波書店                        |
| 2006年 | 小菅信子                     | 『戦後和解：日本は〈過去〉から解き放たれるのか』                               | 中公新書                        |
| 2007年 | 毛里和子                     | 『日中関係：戦後から新時代へ』                                                 | 岩波新書                        |
| 2008年 | 原田泰                       | 『日本国の原則：自由と民主主義を問い直す』                                     | 日本経済新聞出版社              |
| 2009年 | 深津真澄                     | 『近代日本の分岐点：日露戦争から満州事変前夜まで』                             | ロゴス                          |
| 2010年 | 若田部昌澄                   | 『危機の経済政策：なぜ起きたのか、何を学ぶのか』                               | 日本評論社                      |
| 2011年 | 牧野邦昭                     | 『戦時下の経済学者』                                                           | 中央公論新社〈中公叢書〉        |
| 2012年 | 齊藤誠                       | 『原発危機の経済学：社会科学者として考えたこと』                               | 日本評論社                      |
| 2013年 | 該当作なし                   | 該当作なし                                                                     | 該当作なし                      |
| 2014年 | 松元雅和                     | 『平和主義とは何か：政治哲学で考える戦争と平和』                               | 中公新書                        |
| 2014年 | 白井聡                       | 『永続敗戦論：戦後日本の核心』                                                 | 太田出版                        |
| 2015年 | 若宮啓文                     | 『戦後70年保守のアジア観』                                                     | 朝日新聞出版〈朝日選書〉        |
| 2016年 | 翁邦雄                       | 『経済の大転換と日本銀行』                                                     | 岩波書店                        |
| 2017年 | 水島治郎                     | 『ポピュリズムとは何か：民主主義の敵か、改革の希望か』                         | 中公新書                        |
| 2018年 | 新井紀子                     | 『AI vs.教科書が読めない子どもたち』                                           | 東洋経済新報社                  |
| 2019年 | 該当作なし                   | 該当作なし                                                                     | 該当作なし                      |
| 2020年 | 山本章子                     | 『日米地位協定：在日米軍と「同盟」の70年』                                     | 中公新書                        |
| 2021年 | 宇野重規                     | 『民主主義とは何か』                                                           | 講談社現代新書                  |
| 2021年 | 西野智彦                     | 『ドキュメント 日銀漂流：試練と苦悩の四半世紀』                                | 岩波書店                        |
| 2022年 | 筒井清輝                     | 『人権と国家：理念の力と国際政治の現実』                                       | 岩波新書                        |
| 2022年 | 千々和泰明                   | 『戦争はいかに終結したか：二度の大戦からベトナム、イラクまで』                 | 中公新書                        |
| 2023年 | 三浦まり                     | 『さらば、男性政治』                                                           | 岩波新書                        |
| 2023年 | ケネス・盛・マッケルウェイン | 『日本国憲法の普遍と特異：その軌跡と定量的考察』                               | 千倉書房                        |
| 2024年 | 河村小百合                   | 『日本銀行 我が国に迫る危機』                                                  | 講談社現代新書                  |